# 베이신차오역

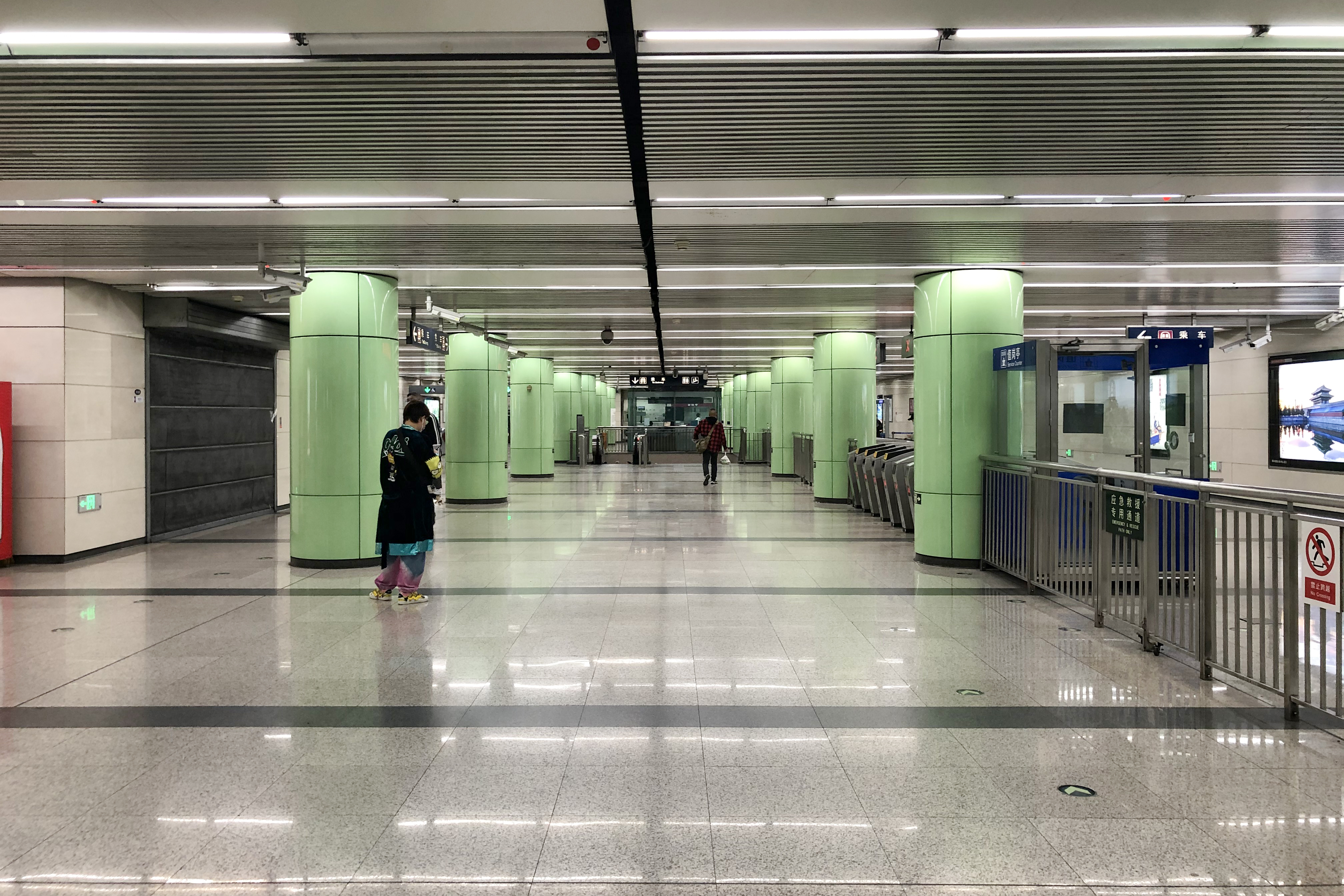
대합실 (2020년 10월)

베이신차오역(중국어: 北新桥站)은 중국 베이징시 둥청구 베이신차오 가도·안딩먼 가도·자오다오커우 가도의 접경인 둥즈먼 내대가·자오다오커우 동대가·융허궁 대가·둥쓰 북대가 교차로에 있는 베이징 지하철 5호선과 수도공항선의 지하철 환승역이다. 정류장의 색조는 연두색이다.

## 위치
역명은 베이신차오로의 교차로, 둥즈먼 내대가·융허궁 대가·둥쓰 북대가 교차로에 위치하여 붙여졌다.

## 역 구조
이 역은 지하역이며, 5호선 승강장은 섬식 승강장으로 융허궁 대가를 따라 남북 방향으로 설계되었으며, 수도공항선 승강장은 쌍상대식 승강장으로 자오다오커우 동대가를 따라 동서방향으로 배치되었으며, 본역 북쪽에는 길이 77.4m, 폭 28.8m의 지하 3층 홀이 있다. 본역에는 두 개의 환승 통로가 있다.
| 지면층                |                                     | 출구                                       |  |
| 지하 1층              | A구 보안 검사청                     | 지하광장(미개방), 보안검색                 |  |
| 지하 2층              | 5호선 대합실                        | 고객 센터, 자동발매기, 이카통(一卡通) 충전 |  |
| 지하 3층 (5선)        | 수도공항선 대합실                   | 고객 센터, 자동발매기, 이카통(一卡通) 충전 |  |
| 지하 3층 (5선)        | ←                                   | ■ 5호선 톈퉁위안베이 방면(융허궁)          |  |
| 지하 3층 (5선)        | 섬식 승강장, 왼쪽 출입문이 열림     |                                            |  |
| 지하 3층 (5선)        | →                                   | ■ 5호선 쑹자좡 방면(장쯔중루)              |  |
| 지하 4층 (수도공항선) | 상대식 승강장, 오른쪽 출입문이 열림 | 상대식 승강장, 오른쪽 출입문이 열림        |  |
| 지하 4층 (수도공항선) | ←                                   | ■ 수도공항선 하차전용 승강장               |  |
| 지하 4층 (수도공항선) | →                                   | ■ 수도공항선 수도공항 방면(둥즈먼)         |  |
| 지하 4층 (수도공항선) | 상대식 승강장, 오른쪽 출입문이 열림 |                                            |  |

### 승강장
5호선 역에는 융허궁 대가-둥쓰 북대가 아래에 섬식 승강장으로 이루어져 있다. 수도공항선 역에는 자오다오커우 동대가 아래에 2개의 상대식 승강장이 있다. 수도공항선 서쪽 끝과 동쪽 끝에 각각 교차선이 있다.

## 출구
이 역은 5개의 출구가 있다.: A(서북)·B(동북)·C(동남)·D(서남)·D(서남), 이 중 A출구는 2016년 9월 3일부터 2021년 12월 30일까지 수도공항선의 환승 및 개보수 공사로 인해 일시 폐쇄되었다가 수도공항선 서부연장선 개통후 새로운 엘리베이터가 추가되었다. 새로 설치된 E출구는 계단과 에스컬레이터 없이 2대의 엘리베이터만 설치되어 있다.
|                            | |      |
|                            | |      |
| 출구                       | 출구 인근 | 사진 |
| 出口 · A                   | 자오다오커우 동대가(交道口东大街)、베이징시 제6병원, 둥청구 문화유산국                                           |      |
| 出口 · B                   | 베이신차오터우탸오(北新桥头条), 둥즈먼 내대가(궤가), 중국신문사                                                  |      |
| 出口 · C                   | 둥즈먼 내대가(궤가), 베이신차오 병원                                                                             |      |
| 出口 · D                   | 둥쓰 북대가, 시하바오푸푸(嘻哈包袱铺), 자오둥 단지, 둥청 사회보장센터, 베이징시 제5중학교, 톈한 옛가옥(田汉故居) |      |
| 出口 · E                   | 자오다오커우 동대가(남측)                                                                                        |      |
| 아이콘 설명: 휠체어 리프트 | |      |